# 新北市立三峽國民中學
新北市立三峽國民中學是一所建立於1946年的一所公立國民中學，位於中華民國新北市三峽區復興路238號。目前該校七年級有21個班級，八年級有19個班級，九年級有21個班級，教職員人數約194人，學生數則有2633人。三峽國中原本位於三峽鎮文化路255號，但於1985年移至目前校址。

## 歷史
戰後，隨著1945年日本無條件投降，原「三峽尋常小學校」廢校，地方人士乃倡議於其原址（今三峽區文化路255號）設立初級中學。臺北縣遂在該址設臺北縣立三峽初級中學。1968年，配合九年國民義務教育實施，改制更名為臺北縣立三峽國民中學。後來，由於師生人數增長，校地不足，決定遷至復興路238號、占地3.69公頃新址，並於1992年1月遷入。
2010年12月25日，配合臺北縣改制為直轄市，改制更名為新北市立三峽國民中學。

## 歷任校長
| 任屆 | 校長   | 任期開始   | 任期結束   |
| ---- | ------ | ---------- | ---------- |
| 1    | 李章榮 | 1946年1月  | 1949年1月  |
| 2    | 劉山溪 | 1949年1月  | 1961年1月  |
| 3    | 顏德懋 | 1961年1月  | 1966年1月  |
| 4    | 李健民 | 1966年1月  | 1975年1月  |
| 5    | 林森德 | 1975年1月  | 1979年1月  |
| 6    | 趙永福 | 1979年1月  | 1980年1月  |
| 7    | 林省三 | 1980年1月  | 1985年1月  |
| 8    | 揭 亮  | 1985年1月  | 1991年10月 |
| 9    | 吳瑞鎮 | 1991年10月 | 1996年1月  |
| 10   | 何良泉 | 1996年1月  | 1999年8月  |
| 11   | 楊月圓 | 1999年8月  | 2005年8月  |
| 12   | 陳憲傳 | 2005年8月  | 2009年8月  |
| 13   | 劉台光 | 2009年8月  | 2018年8月  |
| 14   | 陳忠明 | 2018年8月  | 2022年8月  |
| 15   | 林武龍 | 2022年8月- |            |

## 外部連結
- 官方网站